# بشتة ماجين (ماجين)
بشتة ماجين (بالفارسية: پشته ماژین) هي قرية تقع في إيران في قسم ماجين الريفي. يقدر عدد سكانها بـ 213 نسمة بحسب إحصاء 2016.